# Михайлин (Казатинский район)
Миха́йлин (укр. Михайлин) — село в Казатинском районе Винницкой области Украины.

## История
В ходе Великой Отечественной войны в 1941—1944 село было оккупировано немецкими войсками, здесь действовала советская подпольная группа, которую возглавлял В. А. Меркулов.
В 1971 году численность населения составляла 1090 человек, здесь находилось отделение совхоза «Михайлин», действовали Юзефо-Николаевский сахарный завод, 8-летняя школа, клуб, библиотека и медпункт.
По переписи 2001 года население составляло 640 человек.
В селе действует храм Апостола и Евангелиста Луки Казатинского благочиния Винницкой епархии Украинской православной церкви.

## Жители
В селе родился Герой Советского Союза И. Г. Плис.

## Адрес местного совета
22162, Винницкая область, Казатинский р-н, с.Михайлин, пров.Кооперативний, 13